# Callicebus pallescens
El tití del Chaco o tití blanco (Callicebus pallescens) es una especie de primate platirrino que habita en América del Sur. se le encuentra al sur de Bolivia, suroeste de Brasil, norte de Paraguay. A nivel local recibe los nombres de ka'I ygau (guaraní), mono tití, sahuí y zogue-zogue.
La especie posee un amplio rango de distribución, constituido por sectores del Gran Chaco al sur de Bolivia y Paraguay y en el Pantanal, en Mato Grosso do Sul, Brasil. Dentro del Chaco, puede ser más abundante en los bosques más húmedos, principalmente en las riberas de los ríos o pantanos.
Como todos los titís, son pequeños primates que pesan entre 800 y 1300 gramos. Su dieta se basa en frutas, hojas, insectos y semillas. Forman parejas monógamas que ocupan un territorio.
En la Lista Roja de la UICN la especie se considera bajo preocupación menor, ya que aparentemente no afronta grandes amenazas, tiene una distribución extensa y su rango coincide con áreas protegidas en Bolivia y Paraguay.